# فرط التحسس
فرط التحسس (بالإنجليزية: Hypersensitivity)‏ (ويطلق عليه أيضاً تفاعل فرط التحسس) وتشير هذه الحالة إلى تفاعل غير مرغوب فيه من الجهاز المناعي بحيث يهاجم خلايا ومكونات طبيعية من المفترض أن لا يهاجمها ومن أبرز الأمثلة عليها هي الحساسية وأمراض المناعة الذاتية. قد يؤدي فرط التحسس إلى عدم راحة المريض وربما تلف بعض خلايا وانسجة الجسم وقد يصل إلى الوفاة في الحالات الحادة. وطرح أكثر التصنيفات قبولاً لفرط التحسس إلى اربع مجموعات من قبل فيليب جورج جيل وروبين كومبز في عام 1963

## تصنيف فرط التحسس
| النوع                       | الاسم البديل                        | أمثلة شهيرة | الوسيط                                                    | فيديو توضيحي |
| --------------------------- | ----------------------------------- | --- | --------------------------------------------------------- | ------------ |
| I                           | الحساسية (عاجلة)                    | - تأتب - تأق - الربو | - IgE وغلوبيوين مناعي ج                                   |              |
| II                          | المعتمد على الأجسام المضادة         | - فقر الدم الانحلالي الناتج عن المناعة الذاتية - نقص الصفيحات الدموية - كثرة أرومات الحمر الجنينية - متلازمة غودباستشر - مرض غريفز - متلازمة الوهن العضلي الوبيل | - غلوبيولين مناعي م أو غلوبيولين مناعي ج - (جملة المتممة) |              |
| III                         | المعقد المناعي                      | - داء المصل - التهاب المفاصل الروماتويدي - الذئبة الجمراء (SLE) - التهاب رئوي بفرط التحسس                                                                        | - غلوبيولين مناعي ج - (جملة المتممة)                      |              |
| النوع الرابع من فرط التحسس ‏ | فرط التحسس المتأخر, المناعة الخلوية | - التهاب الجلد التماسي - رفض زراعة الأعضاء المزمن - التصلب اللويحي                                                                                               | - T-cells(خلية تائية)                                     |              |